# Megachile nigripennis
Megachile nigripennis là một loài Hymenoptera trong họ Megachilidae. Loài này được Spinola mô tả khoa học năm 1841.